# ラルフ・ラトルチュ
ラルフ・ラトルチュ（ハイチ語: Ralph Latortue、簡体字中国語: 拉尔夫•莱德居）は、ハイチの建築家、外交官。ハイチで建築士や教授として奉職した後に外交官へ転身し、在マイアミ総領事館、在アメリカ合衆国大使館で要職を歴任した後、駐日大使および駐中国貿易発展弁事処（事実上の大使館）常駐代表を務めた。

## 学歴
- 1972年 - 1975年: パリ国立高等美術学校（ENSBA）[2]
- 1975年 - 1978年: ハイチ国立大学理学部（FDS）[2]

## 経歴
- 1978年 - 1979年: ハイチ観光省（英語版）建築士[2]
  - 国際連合教育科学文化機関（UNESCO）、国家遺産保護機関（フランス語版、英語版）（ISPAN）、国際記念物遺跡会議（ICOMOS）との共同プロジェクトに参画[2]
- 1978年 - 1980年: ハイチ国立大学理学部（FDS）教授[2]
- 1980年 - 1982年: 建築家[2]
  - ISPANとUNESCOの共同プロジェクトに参画[2]
- 1980年 - 1991年: Architek S.A. 建築士[2]
- 1990年 - 1992年: 公共事業運輸通信省（英語版）首都圏廃棄物収集サービス（フランス語: Service Métropolitain de Collecte des Residus Solides, SMCRS）局長[2]
- 2004年 - 2005年: 在マイアミハイチ総領事館副領事[2]
- 2005年 - 2012年: 在マイアミハイチ総領事[2][3]
- 2009年 - 2012年: 在マイアミカリブ共同体領事団長[3]
- 2012年: 在アメリカ合衆国ハイチ大使館（英語版）公使参事官[2][3]
- 2012年 - 2013年: 駐日ハイチ大使[2][3][4]
- 2013年 - （現職）: FoCi Group, Inc. 取締役[2][3]
- 2016年 - 2017年: ハイチ駐中国貿易発展弁事処常駐代表[2]
- 2018年 - （現職）: ベルリッツ外国語学校講師[2]
- 2018年 - （現職）: Brl Connections LLC 最高経営責任者（CEO）[2]